# 习大大，人人夸
《习大大，人人夸》，又被称作《習大大，街頭巷尾都在夸》，是一首由张景川创作，歌颂中国共产党中央委员会总书记习近平的华语歌曲。

## 创作过程
作者张景川介绍，《习大大，人人夸》是他于2015年5月、同年8月发布的。其创作此曲，是对习近平发总书记自肺腑的赞颂。让张景川意外的是，这首歌曲发表在网络后，不久便红遍大街小巷；英国《卫报》在同年9月19日刊登的文章《中国是真爱习近平吗？还是只是害怕》，开篇便引用了本曲的歌词。

## 反响与评价
《香港经济日报》报道称，虽然《习大大，人人夸》发表后不久便广为传唱，但有人批评这首歌“十分恶俗”，并称中国再度兴起个人崇拜的现象值得令人关注。